# Fianceé Shitai
Fiancée Shitai (フィアンセしたい?) es una de las obras de la mangaka Mayu Shinjō creada en el 1995, y que comprende un tomo único. 
La historia trata sobre Yukimi Kakimoto quien tiene que conocer a un chico hijo de un importante empresario con vistas a un posible matrimonio, pero ella no se deja llevar por estas costumbres tan antiguas de los matrimonios arreglados por los padres, así que aunque tiene curiosidad por conocer al chico su verdadera intención es rechazar la propuesta.
Yukimi es animadora de un equipo de fútbol americano y en un partido coquetea con un joven de anchas espaldas que la invita a cenar, con tan mala suerte que tanto el lugar como el día coinciden con los del encuentro con el joven casadero y su padre. La chica decide matar dos pájaros de un tiro y tener las dos citas, pero descubre con sorpresa que tanto el futbolista como el joven casadero son la misma persona.
A Rei, Yukimi le parece tan divertida que la convierte en su prometida, y su carácdter posesivo obliga a que se traslade a su instituto para tenerla siempre cerca y protegerla. Pero no todo será lujo y glamour para Yukimi, tendrá a una rival en el amor, Azusa, y si esto no fuera suficiente tendrá que luchar contra la oposición de la familia de Rei.
Aparte de esto el tomo contiene la historia corta: Hoken Shitsu no my Darling.
- Datos: Q6435650